# James Valentine
Pour le photographe, voir James Valentine (photographe).
James Burgon Valentine (né le 5 octobre 1978 à Lincoln (Nebraska) est un guitariste américain membre du groupe de pop rock Maroon 5.
James Valentine a joué dans divers groupes de sa ville natale, Kid Quarkstar, Mondello et Happy Dog. En 2000 ces derniers changent de nom. Rebaptisé Square, ils partent en Californie. Là-bas ils rencontrent les membres des Kara's Flowers, qu'il rejoindra plus tard lors de la formation de Maroon 5.
Ami du musicien John Mayer, il a contribué à l'album de ce dernier Continuum en jouant de la guitare sur les morceaux "Stop This Rain" et "In Repair".[réf. nécessaire] James Valentine a aussi participé à l'album de Jenny Lewis, Rabbit Fur Coat. Il apparait aussi dans son clip "Rise Up With Fist!".
Valentine a été élevé dans la religion mormone de l'Église de Jésus-Christ des saints des derniers jours et a trois sœurs et un frère.

## Vie privée
Il vit avec sa famille dans l'Utah. Sa mère travaille dans l'Université Brigham Young. L'une de ses sœurs est Amanda Valentine, candidate éliminée de la saison 11 de Projet haute couture puis repêchée lors de la saison 13 où elle terminera deuxième.